# Колп
Колп (на руски: Колпь) е река в Ленинградска и Вологодска област на Русия, ляв приток на Суда (от басейна на Волга). Дължина 254 km. Площ на водосборния басейн 3730 km².
Река Колп води началото си от езерото Екшозеро, разположено на 219 m н.в., във Вепсовското възвишение, в източната част на Ленинградска област. В началото тече на югоизток и навлиза във Вологодска област, след което завива на югозапад и отново се връща в Ленинградска област. В този горен участък скоростта на течението е висока, има множество бързеи и малки прагове, а ширината на коритото е до 30 – 40 m. Североизточно от село Заборе Колп завива на изток-югоизток, като запазва това направление до устието си. След това напуска пределите на Ленинградска област и отново навлиза във Вологодска област. Тук тече през равната и блатиста Молого-Шекснинска низина, като течението ѝ е бавно и спокойно с множество меандри и старици (изоставено речно корито). Влива се отдясно в река Суда (184 km, от басейна на Волга, влива се в Рибинското водохранилище), при нейния 57 km, на 115 m н.в., при село Уст Колп във Вологодска област. Основен приток Крупен (45 km, десен). Има смесено подхранване с преобладаване на снежното. Среден годишен отток на 30 km от устието 25,2 m³/s, с ясно изразено пълноводие през април и май. Заледява се през ноември, а се размразява през 2-рата половина на април или началото на май. По течението на реката са разположени около 30, предимно малки населени места, в т.ч. град Бабаево във Вологодска област.